# Popiersie Scipione Caffarelli-Borghese

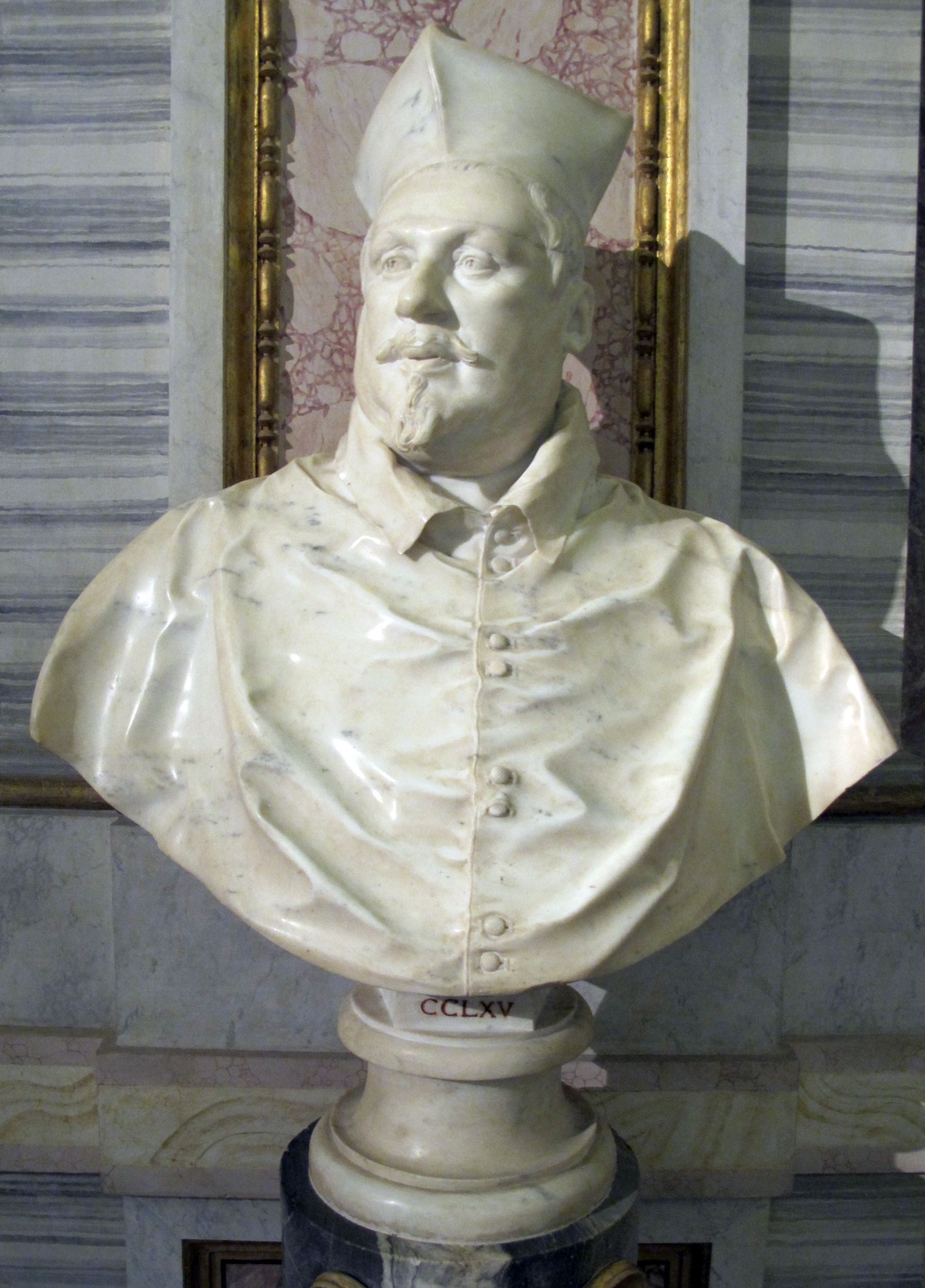
Pierwsza wersja popiersia, z pęknięciem na czole

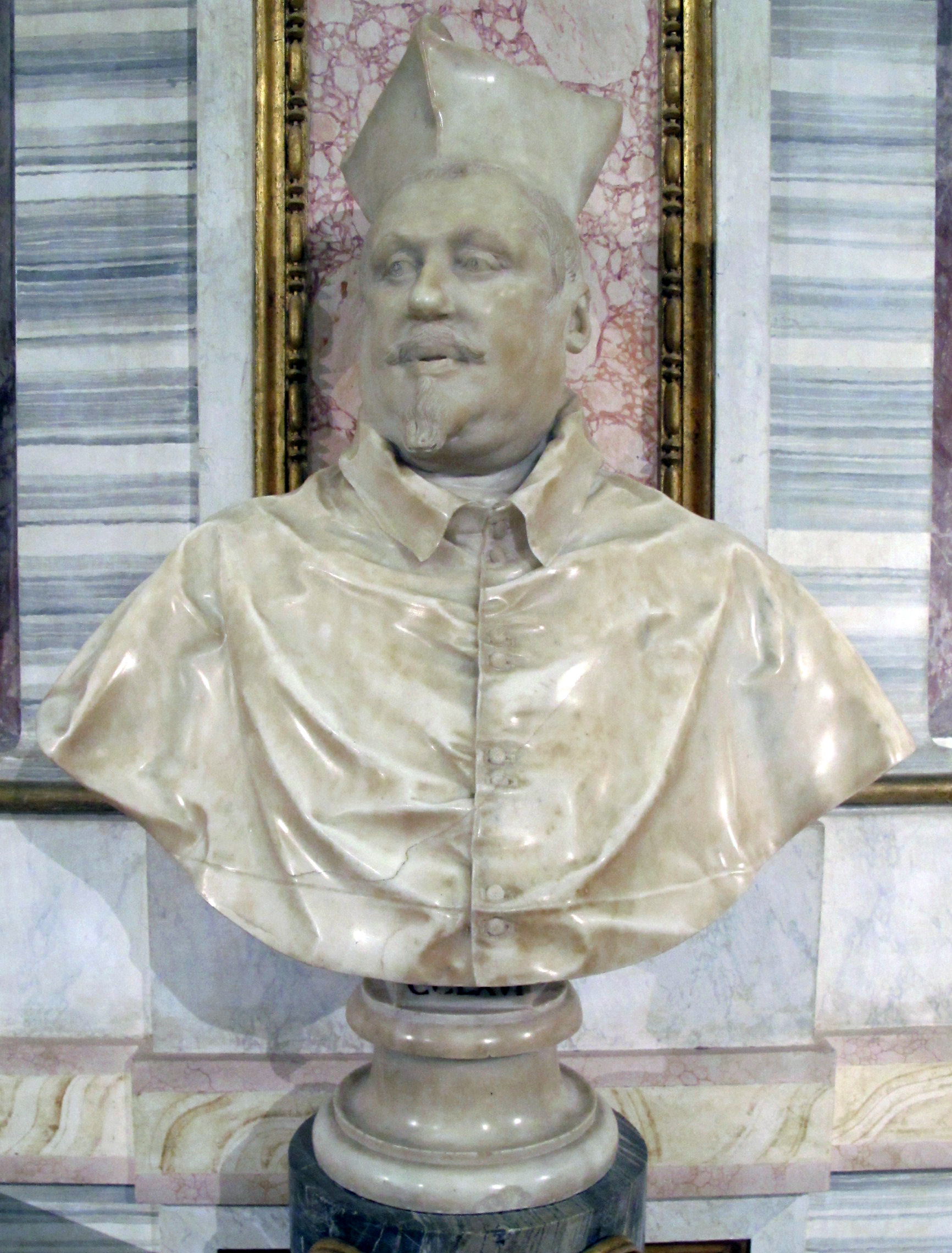
Druga wersja popiersia

Popiersie Scipione Caffarelli-Borghese – marmurowe popiersie wykonane przez Włocha Giovanniego Lorenza Berniniego. W związku z wadą materiału artysta wykonał dwa jednakowe popiersia, obecnie oba znajdują się w Galerii Borghese w Rzymie.

## Okoliczności powstania rzeźby
Jednym z ważnych zleceniodawców Berniniego był papież Urban VIII. Latem 1632 roku zlecił on wykonanie dwóch popiersi: jedno miało przedstawiać samego papieża, a drugie jego przyjaciela – kardynała Borghese. 
Problem pojawił się, gdy wizerunek kardynała był na ukończeniu – podczas polerowania rzeźby na czole postaci pojawiła się długa pozioma rysa, będąca efektem pęknięcia powstałego na skutek defektu bloku marmuru, z którego wykonano dzieło. Zmusiło to Berniniego do pośpiesznego wykonania nowej rzeźby, identycznej z pierwszą. Artysta pracował w wielkim pośpiechu, według Filippa Baldinucciego dzieło powstało zaledwie w piętnaście nocy, a według syna Berniniego, Domenica, w trzy dni.
Obecnie obie wersje popiersia znajdują się w Galerii Borghese w Rzymie.

## Opis
Popiersie zostało wykonane z marmuru karraryjskiego, sama postać ma wysokość 77,2 cm, a podstawa popiersia jest wysokości 21,5 cm.
Popiersie przedstawia włoskiego kardynała, mecenasa sztuki i protektora artystów Scipione Caffarelli-Borghese. Borghese został ukazany w stroju odpowiednim do zajmowanego stanowiska – sutannie i birecie. Głowa kardynała jest zwrócona lekko w prawo.